# Tapajóseremit
Tapajóseremit (Phaethornis aethopygus) är en fågel i familjen kolibrier.

## Utseende och läte
Tapajóseremiten är en liten Phaethornis-kolibri med typiskt medellång nedåtböjd näbb. Ovansidan är olivgrön med roströda fjäderkanter. Undersidan är kraftigt roströd hos hanen, hos honan med mer beigegrön anstrykning. Den skiljs från närbesläktade arter genom kombination av roströd buk och undre stjärttäckare hos hane samt hos båda könen vit haka och rostrött även på övergump och övre stjärttäckare. Vidare syns vitt längst in på stjärtpennornas ytterkanter samt rostfärgade spetsar. Lätet har inte beskrivits, men tros bestå av liknande ljusa tjirpanden som hos andra eremiter.

## Utbredning och systematik
Fågeln återfinns i centrala brasilianska Amazonas, öster om floderna Tapajós och Teles Peres. Den behandlas som monotypisk, det vill säga att den inte delas in i några underarter.

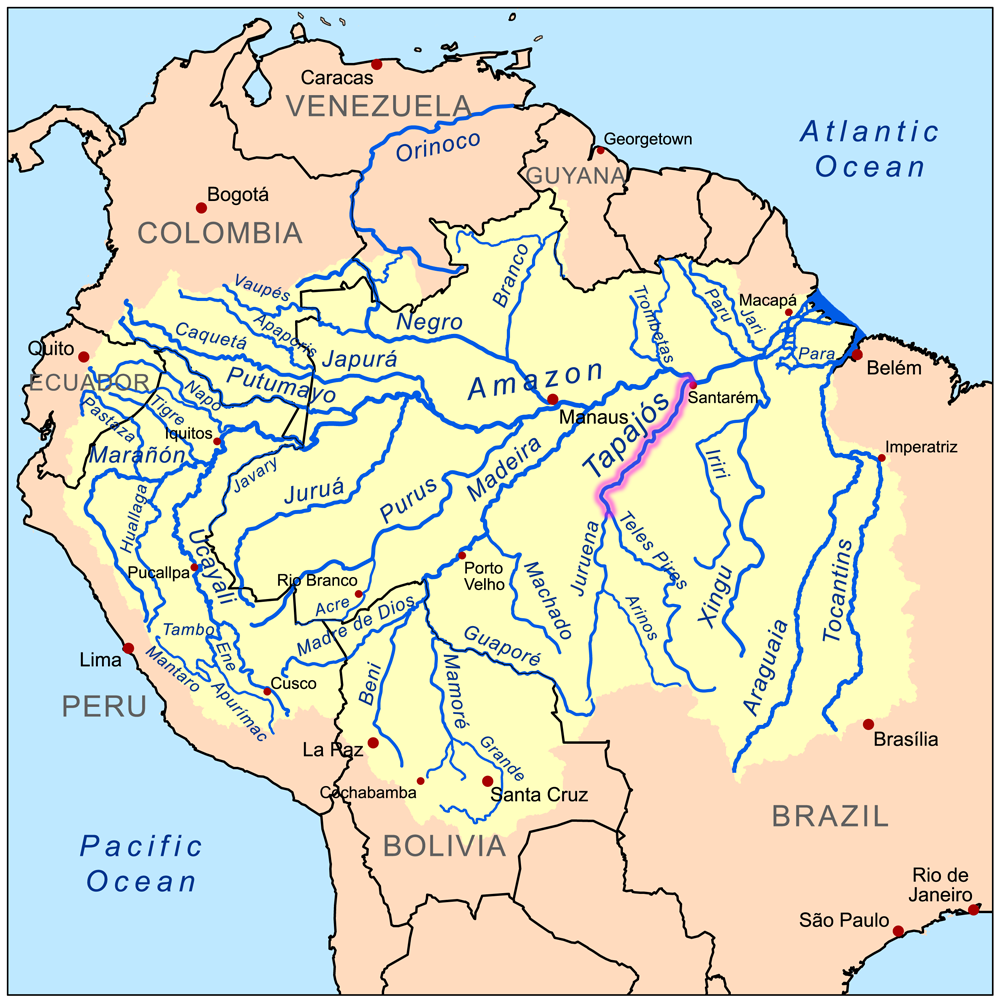
Floden Tapajós som fågeln har fått sitt namn efter utmärkt med rosa.

## Status och hot
Internationella naturvårdsunionen IUCN listar arten som sårbar. Pågående skogsavverkningar och asfaltering av en större väg genom dess utbredningsområde tros påverka artens bestånd negativt.